# 호바트
호바트(Hobart)는 오스트레일리아 태즈메이니아주의 주도이다.
도시 창설 당시부터 유럽인들의 오세아니아 대륙 탐험의 중요 기착지였고, 현재는 남극(과학연구 및 탐험 목적)으로 향하는 관문도시로서, 항만 및 상업시설이 발달했다.

## 역사
호바트는 호주에서 시드니에 이어 두 번째로 오래된 도시이다. 영국은 프랑스 탐험가의 존재를 고민하는 과정에서 최초 정착민으로, 1803년에 더웬트 강 동쪽의 리즈돈 만에 유배 식민지를 건설했다. 1804년에는 더 좋은 장소를 찾아 현재의 위치인 설리반 만으로 이전했다. 이 근처는 원래 반 유목민인 무헤니어 족의 거주지였다. 유럽과의 교전과 이민에 의해 초래된 전염병의 영향으로 원주민의 인구는 감소하고, 자유 정착민과 죄수 인구가 급속히 증가했다.
생물학자 찰스 다윈은 1836년 2월 비글호 탐사의 일환으로 호바트를 방문했다. 남태평양의 포경이나 바다표범 무역, 이와 관련된 조선업의 중심지로서 급속히 주요 항구로 발전했다. 호바트 타운은 1842년에 도시가 되었고, 1875년에 호바트로 명명되었다.

## 지리
국가 남동 더웬트강 하구에 위치한다. 도심은 더웬트강 서안 설리반만에 인접하고 있다. 시역은 더웬트 강가에서 웰링턴산(해발 1,270m)의 구릉까지 펼쳐져 있다. 설리반만 전체가 호바트항구로 이루어져 있다.

### 기후
온화한 해양성 기후로 뚜렷한 사계절을 가지고 있다. 남반구이므로 여름은 12월에서 2월이다. 일반적으로 여름은 시원하고, 25°C를 넘는 날도 적지만, 드물게 매우 더워질 때는 35°C를 넘는 경우도 있다. 그러나 밤에 기온이 내려가면, 그 더위도 하루내지 이틀 정도 끝나는 경우가 제일 많다.
| 호바트의 기후                                                          | 호바트의 기후 | 호바트의 기후 | 호바트의 기후 | 호바트의 기후 | 호바트의 기후 | 호바트의 기후 | 호바트의 기후 | 호바트의 기후 | 호바트의 기후 | 호바트의 기후 | 호바트의 기후 | 호바트의 기후 | 호바트의 기후 |
| 월                                                                     | 1월           | 2월           | 3월           | 4월           | 5월           | 6월           | 7월           | 8월           | 9월           | 10월          | 11월          | 12월          | 연간          |
| ---------------------------------------------------------------------- | ------------- | ------------- | ------------- | ------------- | ------------- | ------------- | ------------- | ------------- | ------------- | ------------- | ------------- | ------------- | ------------- |
| 역대 최고 기온 °C (°F)                                                 | 41.8 (107.2)  | 40.1 (104.2)  | 39.1 (102.4)  | 32.3 (90.1)   | 25.7 (78.3)   | 20.6 (69.1)   | 22.1 (71.8)   | 24.5 (76.1)   | 31.0 (87.8)   | 34.6 (94.3)   | 36.8 (98.2)   | 40.8 (105.4)  | 41.8 (107.2)  |
| 일평균 최고 기온 °C (°F)                                               | 22.7 (72.9)   | 22.2 (72.0)   | 20.7 (69.3)   | 17.9 (64.2)   | 15.3 (59.5)   | 12.7 (54.9)   | 12.6 (54.7)   | 13.7 (56.7)   | 15.7 (60.3)   | 17.6 (63.7)   | 19.1 (66.4)   | 21.0 (69.8)   | 17.6 (63.7)   |
| 일일 평균 기온 °C (°F)                                                 | 17.9 (64.2)   | 17.5 (63.5)   | 16.2 (61.2)   | 13.7 (56.7)   | 11.5 (52.7)   | 9.1 (48.4)    | 8.9 (48.0)    | 9.7 (49.5)    | 11.3 (52.3)   | 13.0 (55.4)   | 14.6 (58.3)   | 16.3 (61.3)   | 13.3 (55.9)   |
| 일평균 최저 기온 °C (°F)                                               | 13.0 (55.4)   | 12.8 (55.0)   | 11.6 (52.9)   | 9.4 (48.9)    | 7.6 (45.7)    | 5.5 (41.9)    | 5.2 (41.4)    | 5.6 (42.1)    | 6.9 (44.4)    | 8.3 (46.9)    | 10.0 (50.0)   | 11.6 (52.9)   | 9.0 (48.2)    |
| 역대 최저 기온 °C (°F)                                                 | 3.3 (37.9)    | 3.4 (38.1)    | 1.8 (35.2)    | 0.7 (33.3)    | −1.6 (29.1)   | −2.8 (27.0)   | −2.8 (27.0)   | −1.8 (28.8)   | −0.8 (30.6)   | 0.0 (32.0)    | 0.3 (32.5)    | 3.3 (37.9)    | −2.8 (27.0)   |
| 평균 강우량 mm (인치)                                                  | 43.7 (1.72)   | 37.8 (1.49)   | 37.0 (1.46)   | 42.6 (1.68)   | 39.2 (1.54)   | 46.0 (1.81)   | 44.5 (1.75)   | 63.0 (2.48)   | 55.6 (2.19)   | 52.8 (2.08)   | 50.7 (2.00)   | 53.0 (2.09)   | 565.9 (22.28) |
| 평균 강수일수 (≥ 0.2 mm)                                               | 9.5           | 9.1           | 11.3          | 11.1          | 12.0          | 12.4          | 14.1          | 15.3          | 15.7          | 15.0          | 13.5          | 11.7          | 150.7         |
| 평균 강우일수 (≥ 1 mm)                                                 | 5.5           | 5.2           | 6.7           | 7.2           | 6.5           | 7.2           | 8.4           | 9.9           | 9.7           | 9.2           | 8.1           | 7.4           | 91.0          |
| 평균 오후 상대 습도 (%)                                                | 51            | 52            | 52            | 56            | 58            | 64            | 61            | 56            | 53            | 51            | 53            | 49            | 55            |
| 평균 월간 일조시간                                                     | 257.3         | 226.0         | 210.8         | 177.0         | 148.8         | 132.0         | 151.9         | 179.8         | 195.0         | 232.5         | 234.0         | 248.0         | 2,393.1       |
| 가능 일조율                                                            | 59            | 62            | 57            | 59            | 53            | 49            | 53            | 58            | 59            | 58            | 56            | 53            | 56            |
| 출처: 오스트레일리아 기상청 (평년값: 1991년~2020년, 극값: 1882년~현재) |               |               |               |               |               |               |               |               |               |               |               |               |               |

## 기반 시설

### 철도 및 항공
호바트 여객 철도와 전차는 1950년대에 폐지되었다. 현재 도시의 주요 대중 교통은 국영 및 민간버스이다. 또한 호바트 국제공항을 비롯하여, 그보다 더 작은 캠브리지 비행장 등이 주변에 있다. 다만, 캠브리지 비행장은 전세기로만 위주로 운항하고 있다.

### 교육
- 태즈메이니아 대학교 : 호바트, 론세스톤, 브륀
- Worldview Centre for Inter-Cultural Studies
- Tasmanian Polytechnic （이전 TAFE Tasmania）

## 자매 도시
- 일본 야이즈시
- 일본 하토가야시
- 이탈리아 라퀼라
- 이탈리아 바릴레